# João, o Velho Saxão
João, o Velho Saxão (ativo c. 885–904) também conhecido como João da Saxônia ou Escoto (Scotus), era um estudioso e abade de Athelney, provavelmente nascido na Velha Saxônia. Ele foi convidado para a Inglaterra pelo rei Alfredo e contribuiu para o renascimento do aprendizado do inglês por Alfredo. Em sua vida de Alfredo, o monge galês Asser relata que João "era um homem da mais aguda inteligência, imensamente erudito em todos os campos da atividade literária e extremamente engenhoso em muitas outras formas de expressão".

## Nome e infância
João é frequentemente referido como Iohannes. Asser afirma que ele era de origens "antigas" saxônicas (em oposição a anglo-saxões ou inglesas), ou seja, a leste do Reno. Nada mais preciso é conhecido; como monge, ele pode ter sido criado em um dos mosteiros saxões, como Korvey ou Gandersheim, mas também pode ter vindo para a Inglaterra do oeste da Frância, como Grimbaldo, que veio de Reims para a Inglaterra aproximadamente na mesma época que João, em meados da década de 880. Asser comenta a certa altura que João teve alguma experiência com luta, o que implica que ele teve uma educação secular. 

## Consagração como abade de Athelney
O rei Alfredo agradece a ajuda entre outros de "John my mass-priest" com uma de suas primeiras traduções do latim para o anglo-saxão, da Regula Pastoralis de Gregório I.   João testemunhou uma das cartas de Alfredo (uma concessão ao ealdormano Etelhelmo, datada de 892), e presumivelmente desempenhou um papel na formulação de sua política eclesiástica. Quando Alfredo fundou o mosteiro de Athelney, João foi nomeado abade, mas, como relata Asser, os monges incluíam alguns de origem "gaulesa" ou franco-ocidental. Dois deles pagaram assassinos francos para se esconderem na igreja e atacarem João quando ele entrasse para orar em particular. João ficou gravemente ferido, mas seus gritos trouxeram amigos que o salvaram.  Ele sobreviveu para testemunhar várias cartas do rei Eduardo, o Velho, a última das quais datada de 904.   O fato de ele ter testemunhado como "sacerdote" em vez de "abade" pode significar que ele já havia renunciado ao seu abade; no entanto, nenhuma das cartas é testemunhada por alguém descrito como um abade. 

## Morte e sepultura
A data da morte de João é desconhecida. Guilherme de Malmesbury registra o epitáfio de um Iohannes Sophista (João, o Erudito) que foi enterrado em Malmesbury. João, o Velho Saxão, não é conhecido por ter tido qualquer ligação com Malmesbury, mas não pode ter sido João Escoto Erígena, que morreu em Frância provavelmente entre c. 870 e 877, e o nome "John" é raro na Inglaterra anglo-saxônica, então é difícil imaginar quem mais poderia ser.

## Obras atribuídas
Um pequeno grupo de poemas acrósticos latinos são provavelmente de João, o Velho Saxão. O primeiro é um poema hexâmetro de oito linhas, provavelmente copiado na escrita inglesa durante os anos 930 em um manuscrito de origem continental (do norte da França) que mais tarde se mudou para a Inglaterra e tem "ADALSTAN" como seu acróstico e "IOHANNES" como seu acróstico. A data, em combinação com a grafia Adalstan (uma representação aparente do nome inglês antigo Æþelstan por um falante de um dialeto do baixo-alemão continental, como o saxão antigo), sugere que "Iohannes" é uma assinatura de João, o Velho Saxão. O poema descreve Adalstan como um príncipe e é presumivelmente um elogio ao jovem neto do rei Alfredo, Etelstano, que tinha então cinco anos no máximo, mas foi Rei de 924 a 939. O poema é embelezado com palavras gregas e arcaísmos, prenunciando o estilo complexo que dominou a literatura anglo-latina do século X. Acrósticos são raros neste período inicial, então dois outros exemplos que são dedicados ao Rei Alfredo e preservados como adições do início do século X a um manuscrito do final do século IX associado ao rei são possivelmente também de João, o Velho Saxão.